# 15 Wotkińska Dywizja Strzelecka
15 Wotkińska Dywizja Strzelecka (ros. 15-я Воткинская стрелковая дивизия) – związek taktyczny białych podczas wojny domowej w Rosji
Rozkazem głównodowodzącego wojsk białych na Wschodzie adm. Aleksandra W. Kołczaka z 3 stycznia 1919 r. została sformowana Mieszana Dywizja Strzelecka. W jej skład weszły resztki Ludowo-Rewolucyjnej Armii Wotkińskiej, która w poł. listopada 1918 r. ewakuowała się z Wotkińska za rzekę Kamę na obszary zajęte przez wojska białych. Na czele dywizji stanął na krótko sztabskapitan Gieorgij N. Juriew, zaś 11 stycznia 1919 r. ppłk Nikołaj P. Albokrinow. Szefem sztabu był rtm. (później ppłk.) von Bach. Dywizja składała się z 1 Wotkińskiego Zakładowego 17 Sierpnia Pułku Strzeleckiego, 2 Sajgackiego im. Czechosłowaków  Pułku Strzeleckiego, 3 Osińskiego im. Minina i Pożarskiego  Pułku Strzeleckiego, 4 Wotkińskiego im. Państw Sojuszniczych  Pułku Strzeleckiego, Samodzielnego Wotkińskiego Dywizjonu Konnego i Samodzielnego Wotkińskiego Dywizjonu Strzeleckiego Artylerii. Weszła w skład Armii Zachodniej. Rozkazem szefa sztabu armii z 7 lutego 1919 r. dywizja została przemianowana na Wotkińską Dywizję Strzelecką. Wchodziła wówczas w skład Samodzielnej Armii Syberyjskiej. Od marca dywizją ponownie dowodził płk G. N. Juriew. 16 kwietnia dywizja otrzymała numer 15. W poł. maja status dywizji został zmieniony z ochotniczego na regularny. Wiosną uczestniczyła w ofensywie wojsk białych nad Kamą, w wyniku której m.in. odzyskano Wotkińsk. 27 czerwca w skład 15 Wotkińskiej Dywizji Strzeleckiej weszły oddziały 16 Sarapulskiej Dywizji Strzeleckiej. Dywizja składała się odtąd z 57 Wotkińskiego Pułku Strzeleckiego, 58 Kazańskiego Pułku Strzeleckiego, 59 Łaiszewskiego Pułku Strzeleckiego, 60 Czistopolskiego Pułku Strzeleckiego, dywizjonu konnego i dywizjonu artylerii. Po reorganizacji Frontu Wschodniego w lipcu 1919 r., dywizja została podporządkowana 1 Armii Syberyjskiej, zaś we wrześniu – Grupie Tobolskiej. Toczyła wówczas ciężkie walki w rejonie Tobolska. Resztki dywizji w tzw. Wielkim Lodowym Marszu Syberyjskim wycofały się na Zabajkale, gdzie zostały przeorganizowane w Wotkiński Pułk Strzelecki w składzie Armii Dalekowschodniej. Na przełomie grudnia 1919 r. i stycznia 1920 r. w rejonie Marinińsk-Krasnojarsk 58 Kazański i 59 Łaiszewski Pułki Strzeleckie dostały się do niewoli sowieckiej.
Żołnierze 15 Wotkińskiej Dywizji Strzeleckiej nosili na mundurach niebieskie wypustki i pagony z literami  Втк. Pagony oficerów i praporszczików były białe na krawędziach.